# Belén Succi

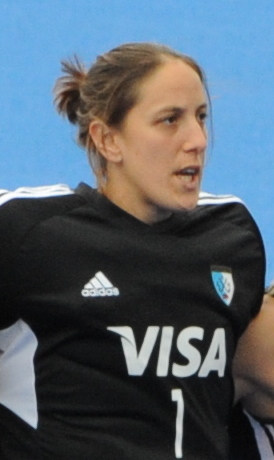
Belén Succi (2016)

María Belén Succi (* 16. Oktober 1985 in Buenos Aires) ist eine argentinische Hockeyspielerin. Sie gewann mit der argentinischen Nationalmannschaft bei Olympischen Spielen eine Silber- und eine Bronzemedaille und war Weltmeisterin 2010 sowie Weltmeisterschaftsdritte 2014 und Weltmeisterschaftszweite 2022.

## Sportliche Karriere
Die 1,77 m große Torhüterin war 2005 Fünfte bei der Junioren-Weltmeisterschaft. Ab 2007 spielte sie in der Nationalmannschaft und bestritt bis Ende 2021 248 Länderspiele. Ihre erste internationale Medaille erhielt sie bei den Panamerikanischen Spielen 2007, als die Argentinierinnen Gold gewannen. Bei den Olympischen Spielen 2008 in Peking war sie Ersatztorfrau hinter Paola Vukojicic. Succi wurde in einem Spiel eingesetzt und erhielt mit der Mannschaft die Bronzemedaille.
2010 war Argentinien gastgebende Nation bei der Weltmeisterschaft in Rosario. Die argentinische Mannschaft gewann alle fünf Spiele der Vorrunde. Im Halbfinale besiegten die Argentinierinnen die deutsche Mannschaft mit 2:1 und im Finale gewannen sie mit 3:1 gegen die Niederländerinnen. Succi war Stammtorhüterin und wurde in allen sieben Spielen eingesetzt. 2011 nahm Succi an den Panamerikanischen Spielen in Guadalajara teil, die Argentinierinnen unterlagen im Finale der Mannschaft aus den Vereinigten Staaten. Bei den Olympischen Spielen 2012 in London fehlte Belén Succi, im Tor stand Florencia Mutio.
Nach anderthalb Jahren Länderspielpause wegen der Geburt ihres Sohnes kehrte Succi im September 2013 in die Nationalmannschaft zurück. Im Juni 2014 fand die Weltmeisterschaft in Den Haag statt. Die Argentinierinnen belegten in der Vorrunde den zweiten Platz hinter dem Team aus den Vereinigten Staaten. Im Halbfinale unterlagen die Argentinierinnen den Niederländerinnen mit 0:4, das Spiel um den dritten Platz gewannen sie mit 2:1 gegen das US-Team. Im Finale der Panamerikanischen Spiele 2015 in Toronto trafen die beiden Teams erneut aufeinander und die Mannschaft aus den Vereinigten Staaten gewann mit 2:1. Bei den Olympischen Spielen 2016 in Rio de Janeiro belegten die Argentinierinnen in der Vorrunde den vierten Platz und unterlagen im Viertelfinale den Niederländerinnen mit 2:3. In den Platzierungsspielen erreichten sie den siebten Platz.
London war Austragungsort der Weltmeisterschaft 2018. Die Argentinierinnen belegten in ihrer Vorrundengruppe den zweiten Platz. Im Viertelfinale unterlagen sie den Australierinnen im Shootout. Letztlich belegten die Argentinierinnen den siebten Platz. 2019 gewann die argentinische Mannschaft die Goldmedaille bei den Panamerikanischen Spielen in Lima. Bei den Olympischen Spielen in Tokio belegten die Argentinierinnen in ihrer Vorrundengruppe nur den dritten Platz. Mit einem 3:0-Sieg im Viertelfinale gegen die deutsche Mannschaft und einem 2:1-Halbfinalsieg über die Inderinnen erreichten die Argentinierinnen das Finale gegen die Mannschaft aus den Niederlanden. Die Argentinierinnen unterlagen mit 1:3 und erhielten die Silbermedaille.
Im Jahr darauf erreichten die Argentinierinnen bei der Weltmeisterschaft in Terrassa mit einem Sieg im Shootout gegen die deutsche Mannschaft das Endspiel. Dort verloren sie mit 1:3 gegen die Niederländerinnen. Belén Succi wurde zur Torhüterin des Turniers gewählt.
Auf Vereinsebene spielte Succi für den Club Atlético San Isidro.